# Ommatius maculosus
Ommatius maculosus är en tvåvingeart som beskrevs av Scarbrough och Perez-gelabert 2006. Ommatius maculosus ingår i släktet Ommatius och familjen rovflugor. Inga underarter finns listade i Catalogue of Life.